# دیتمار راث
دیتمار راث (انگلیسی: Dietmar Roth؛ زادهٔ ۱۶ سپتامبر ۱۹۶۳) بازیکن فوتبال اهل آلمان است.
از باشگاه‌هایی که در آن بازی کرده‌است می‌توان به باشگاه فوتبال اف‌اس‌وی فرانکفورت، باشگاه فوتبال شالکه ۰۴، باشگاه فوتبال کیکرز اوفنباخ، باشگاه فوتبال کارلسروهه، و باشگاه فوتبال آینتراخت فرانکفورت اشاره کرد.